# Disgusting
Disgusting è l'album di debutto del gruppo musicale statunitense Beartooth, pubblicato il 10 giugno 2014 dalla Red Bull Records e dalla UNFD.
Il 25 dicembre 2015, a oltre un anno dalla sua pubblicazione originale, viene pubblicata una versione deluxe di Disgusting, contenente come tracce bonus due brani inediti, la versione dal vivo di una cover dei Ramones e il remix di The Lines.

## Tracce
Testi e musiche di Caleb Shomo, eccetto dove indicato.
1. The Lines – 3:47
2. Beaten In Lips – 3:32
3. Body Bag – 3:49
4. In Between – 3:33 (musica: Shomo, Feldmann)
5. Relapsing – 3:55
6. Ignorance Is Bliss – 3:16
7. I Have a Problem – 4:00
8. One More – 3:37
9. Me in My Own Head – 3:26
10. Keep Your American Dream – 3:30
11. Dead – 2:15
12. Sick & Disgusting – 3:45

Tracce bonus nell'edizione deluxe
1. Finish Line (B-Side) – 3:01
2. Give It Up (B-Side) – 4:30
3. Blitzkrieg Bop (Live) – 2:21 – originariamente interpretata dai Ramones
4. The Lines (Low Gain Mix) – 3:01

## Formazione
Beartooth
- Caleb Shomo – voce, chitarra, basso, batteria

Produzione
- Caleb Shomo – produzione, ingegneria del suono, missaggio
- John Feldmann – produzione in In Between
- Ted Jensen – mastering

## Classifiche
| Classifica (2014)          | Posizione massima |
| -------------------------- | ----------------- |
| Regno Unito (rock & metal) | 20                |
| Stati Uniti                | 48                |
| Stati Uniti (independent)  | 13                |
| Stati Uniti (hard rock)    | 6                 |
| Stati Uniti (rock)         | 19                |